# Cosmos 154
La missione Cosmos 154 (in russo Космос 154) fu una missione spaziale del programma spaziale sovietico, il cui obiettivo era quello di immettersi in un'orbita ellittica per simulare un'orbita trans-lunare. Il veicolo utilizzato per la missione era una Sojuz 7K-L1, la seconda ad essere lanciata, e la prima ad essere lanciata equipaggiata di scudo termico, in quanto la prima Sojuz, della missione Cosmos 146, non ne era dotata, ed era pianificata per un rientro distruttivo nell'atmosfera.
La Sojuz venne lanciata da un lanciatore Proton, costruito appositamente per la Sojuz modello 7K-L1, il Proton 7K-L1. L'obiettivo principale della missione era quello di verificare la funzionalità del quarto stadio del lanciatore Proton, il Blok D. Lo stadio Blok D aveva il compito, dopo che i precedenti tre stadi avessero portato in orbita il complesso Blok-Sojuz, di immettere la Sojuz in un'orbita ellittica per testare la funzionalità dello stadio e far rientrare nell'atmosfera terrestre la Sojuz grazie allo scudo termico che gli è stato aggiunto.
Il lancio della missione avvenne l'8 aprile 1967, alle 15 ora locale di Baikonur (le 9 UTC), con un vento oltre il limite imposto per il lancio. Il complesso Blok-Sojuz venne immesso in orbita correttamente, e si attese l'accensione del Blok D. Al momento dell'accensione però, il motore principale non funzionò, per via del malfunzionamento dei razzi ullage, che avevano il compito, in assenza di gravità, di dare una piccola spinta di modo che il carburante contenuto nei serbatoio smettesse di fluttuare e si accumulasse sul fondo, cosicché il motore potesse prelevarlo per effettuare l'accensione. Senza la possibilità di immettersi in un'orbita ellittica, la missione venne preclusa e la Sojuz ancora attaccata al Blok D rientrò in atmosfera il 10 aprile del 1967, intorno alle ore 8:50 UTC, dopo meno di 48 ore in orbita.